# 新横浜公園
新横浜公園（しんよこはまこうえん）は、神奈川県横浜市港北区小机町にある都市公園（運動公園）。

## 概要
横浜市内で最大の運動公園であり、約72,000人を収容できる横浜国際総合競技場（日産スタジアム）のほか、プール、野球場、テニスコートなど様々な運動施設が設置されている。
また、隣接する鶴見川の多目的遊水地を兼ねて整備され、鶴見川が増水して水位が一定のレベルに達した場合、自動的に水が流入し、遊水地として機能する造りとなっている。2017年10月に発生した台風21号による大雨では実際に遊水地として機能し、テニスコートやスケボー広場などが浸水したため、同月の22日から一部区域が閉鎖されている。台風19号が発生した2019年10月に於いても遊水地として機能し、鶴見川は氾濫危険河川と想定されていたが氾濫回避に貢献、このとき13日には近くの横浜国際総合競技場ではラグビーW杯戦の一つが予定され、会場周辺は試合開始直前まで浸水していたが、無事開催されている。

## 主な施設
- 横浜国際総合競技場（日産スタジアム）
- 小机競技場（日産フィールド小机）：横浜国際総合競技場の日本陸連公認第1種競技場としての補助競技場
- 日産ウォーターパーク（プール）：横浜国際総合競技場スタンド下に設けられた温水レジャープール
- しんよこフットボールパーク球技場
- 球技場
  - 天然芝・105m×68m、2015年4月1日完成[6]。横浜F・マリノス練習場[7]。
- 野球場：両翼105m、センター122m
  - 公式野球規則に沿ったサイズではあるが、主に軟式野球で使用[8]
- テニスコート：10面
- インラインスケート広場
- スケボー広場：約7,000m2
- バスケットボール広場：4面
- 運動広場2か所（サッカー、ラグビー）：114m×138m
- 投てき練習場：90m×130m
- ドッグラン
- レストラン
- 駐車場3か所
- レストハウス2か所
- X SPOT（クロスポット）：ゼビオが運営するスポーツ用品店。2011年7月オープン。

横浜国際総合競技場・小机競技場・ウォーターパークは日産自動車が施設命名権を取得しているが、FIFA（国際サッカー連盟）主催・主管サッカー国際試合が国際競技場にて開催される場合は、FIFAの規定(クリーンスタジアム)により公園内全域が命名権行使禁止規定の対象となる為、全施設が正式名称に戻される。また2019年ラグビーW杯と2020年東京五輪においても同様の措置が取られる。

## 交通アクセス（日産スタジアムまで）
- JR東海道新幹線・横浜線・相鉄新横浜線・東急新横浜線・横浜市営地下鉄ブルーライン新横浜駅：徒歩約12～14分
- 横浜市営地下鉄ブルーライン北新横浜駅：徒歩約16～17分
- JR横浜線小机駅：徒歩約7分